# Robert Kemp
Robert Kemp (* 8. Oktober 1879 in Paris; † 3. Juli 1959) war ein französischer Literatur− und Theaterkritiker, der 1956 zum Mitglied der Académie française gewählt wurde.

## Leben
Kemp stammte aus einer Künstlerfamilie und war Enkel eines Schauspielers an der Comédie-Française sowie Sohn eines Malers. Nach dem Schulbesuch studierte er Philosophie an der Universität von Paris–Sorbonne, wo er sich den Werken von Émile Faguet und Gustave Lanson widmete. Nach dem Abschluss des Studiums wurde er erst Lehrer an Privatschulen, danach Journalist und schließlich Kritiker bei der Zeitschrift L’Aurore. Bei Ausbruch des Ersten Weltkrieges wurde er Korrespondent bei der Radioagentur im Hauptquartier der Streitkräfte.
Nach dem Ende des Krieges wurde er Kulturkritiker und arbeitete auch unter dem Pseudonym Robert Dézaraulds. 1929 wurde er unter seinem tatsächlichen Namen Theaterkritiker bei der Zeitschrift Le Temps, bei der er bis zu seiner Ablösung durch Pierre Brisson 1934 tätig war. Im Anschluss war er bis zu seinem Eintritt in den Ruhestand Kultur-, Literatur- und Theaterkritiker bei der Tageszeitung Le Monde, wo er sich den Ruf als großer Kenner zeitgenössischer Literatur erwarb. Daneben war er sowohl Lektor bei der Comédie-Française als auch zeitweise Präsident der Vereinigung der Literaturkritiker. Neben tausenden Artikeln verfasste er auch mehrere Bücher, die sich mit Theater, Literatur, aber auch Musik befassten, sowie Biografien über Cäcilia von Rom und die Schauspielerin Edwige Feuillère.
Am 29. November 1956 wurde Kemp als Nachfolger von Louis Madelin zum Mitglied der Académie française gewählt und nahm dort bis zu seinem Tod den fünften Sessel (Fauteuil 5) ein. Sein Mitbewerber Henri Massis erhielt bei dieser Wahl lediglich sieben Stimmen. Zuvor waren in den Jahren 1954, 1955 und 1956 Wahlen als Nachfolger von Émile Mâle und Paul Claudel gescheitert.
Robert Kemp war außerdem Kommandeur der Ehrenlegion, des Ordre des Palmes Académiques sowie des Ordre des Arts et des Lettres.

## Veröffentlichungen
- Sainte Cécile, patronne des musiciens, 1942
- Lectures dramatiques, 1947
- Edwige Feuillère, 1952
- Moscou reçoit, 1954
- La vie des livres, 1955
- La vie du théâtre, 1956
- Penseurs, historiens, critiques et moralistes du XIXe siècle, 1958
- Au jour le jour, 1958